# Louis de Moor
Louis Balthazar Maximilien de Moor (Brugge, 9 mei 1815 - Brussel, 13 maart 1892) was een Belgisch edelman en generaal.

## Biografie
Louis de Moor was een zoon van Maximilien Joseph De Moor (1778-1843) en Maria Elisabeth Pauwels (°1775). Hij was artillerieofficier in het Belgisch leger en beëindigde zijn carrière met de graad van luitenant-generaal. Hij was tevens inspecteur-generaal van de artillerie.
Hij trouwde in 1856 in Sint-Genesius-Rode met Marie-Adèle Rittweger (1834-1878), kleindochter van François Rittweger, bankier, financier en medeoprichter van de Société générale de Belgique. Ze kregen twee zoons.
- Eugène de Moor (1857-1921), rechter in de rechtbank van eerste aanleg in Brussel en auditeur bij de Hoge Raad van de Vrijstaat Congo. Hij bleef vrijgezel.
- Louis de Moor (1859-1923), generaal-majoor van de cavalerie en vleugeladjudant van koning Albert I, trouwde in 1890 in Brussel met Marie-Anne Rittweger (1870-1956). Het huwelijk bleef kinderloos.

De Moor werd in 1891 opgenomen in de erfelijke adel met de titel baron, overdraagbaar bij eerstgeboorte. Bij het overlijden van de tweede zoon in 1923 doofde de familie uit. Bij koninklijk besluit van 22 december 1926 mocht Paul Rittweger, een neef van zijn vrouw en een broer van zijn schoondochter, de Moor aan zijn achternaam toevoegen, waardoor de familietak Rittweger de Moor ontstond.